# Challenge des champions 1969
Navigation
Montpellier 1968 Nice 1970
Le Challenge des champions 1969 est la treizième édition du Challenge des champions, épreuve qui oppose le champion de France au vainqueur de la Coupe de France. Disputée le 23 juillet 1969 au Parc des Princes à Paris en France devant 6 416 spectateurs, la rencontre est remportée par l'AS Saint-Étienne contre l'Olympique de Marseille sur le score de 3-2. L'arbitre de la rencontre est M. André Petit.

## Participants
La rencontre oppose l'AS Saint-Étienne à l'Olympique de Marseille. Les Stéphanois se qualifient au titre de leur victoire en Championnat de France de football 1968-1969 et les Marseillais se qualifient pour le Challenge des champions grâce à leur victoire en Coupe de France de football 1968-1969. 

## Rencontre
La finale est remportée par l'AS Saint-Étienne sur le score de trois buts à deux. Le Marseillais Jules Zvunka marque contre son camp à la treizième minute de jeu et le score est de un à zéro pour Saint-Étienne à la mi-temps. Hervé Revelli inscrit un deuxième but pour les Stéphanois à la cinquante-quatrième minute. L'OM revient à égalité au score par l'intermédiaire de Roger Magnusson et Didier Couécou, qu'ils inscrivent en dix minutes. Jean-Michel Larqué offre la victoire à l'AS Saint-Étienne en inscrivant un troisième but pour son club à dix minutes du terme de la rencontre,.

## Feuille de match
| Titulaires :   |                    |     |
|                |                    |     |
|                | Gérard Migeon      |     |
|                | Francis Camerini   | 45e |
|                | Roland Mitoraj     |     |
|                | Bernard Bosquier   |     |
|                | Georges Polny      |     |
|                | José Broissart     |     |
|                | Aimé Jacquet       | 45e |
|                | Jean-Michel Larqué |     |
|                | Hervé Revelli      |     |
|                | Robert Herbin      |     |
|                | Georges Bereta     |     |
|                |                    |     |
| Remplaçants :  |                    |     |
|                | Vladimir Durkovic  | 45e |
|                | Patrick Revelli    | 45e |
|                |                    |     |
| Entraîneur :   |                    |     |
| Albert Batteux |                    |     |

| Titulaires :  |                         |     |
|               |                         |     |
|               | Jean-Paul Escale        |     |
|               | Jean-Pierre Lopez       |     |
|               | Jean-Louis Hodoul       |     |
|               | Jules Zvunka            |     |
|               | Jean Djorkaeff          |     |
|               | Jacques Novi            |     |
|               | Joseph Bonnel           |     |
|               | Roger Magnusson         |     |
|               | Joseph Yegba Maya       | 45e |
|               | Jean-Pierre Destrumelle | 45e |
|               | Charly Loubet           |     |
|               |                         |     |
| Remplaçants : |                         |     |
|               | Didier Couécou          | 45e |
|               | Petrović                | 45e |
|               |                         |     |
| Entraîneur :  |                         |     |
| Mario Zatelli |                         |     |

| Titulaires :   |                    |     |
|                |                    |     |
|                | Gérard Migeon      |     |
|                | Francis Camerini   | 45e |
|                | Roland Mitoraj     |     |
|                | Bernard Bosquier   |     |
|                | Georges Polny      |     |
|                | José Broissart     |     |
|                | Aimé Jacquet       | 45e |
|                | Jean-Michel Larqué |     |
|                | Hervé Revelli      |     |
|                | Robert Herbin      |     |
|                | Georges Bereta     |     |
|                |                    |     |
| Remplaçants :  |                    |     |
|                | Vladimir Durkovic  | 45e |
|                | Patrick Revelli    | 45e |
|                |                    |     |
| Entraîneur :   |                    |     |
| Albert Batteux |                    |     |

| Titulaires :  |                         |     |
|               |                         |     |
|               | Jean-Paul Escale        |     |
|               | Jean-Pierre Lopez       |     |
|               | Jean-Louis Hodoul       |     |
|               | Jules Zvunka            |     |
|               | Jean Djorkaeff          |     |
|               | Jacques Novi            |     |
|               | Joseph Bonnel           |     |
|               | Roger Magnusson         |     |
|               | Joseph Yegba Maya       | 45e |
|               | Jean-Pierre Destrumelle | 45e |
|               | Charly Loubet           |     |
|               |                         |     |
| Remplaçants : |                         |     |
|               | Didier Couécou          | 45e |
|               | Petrović                | 45e |
|               |                         |     |
| Entraîneur :  |                         |     |
| Mario Zatelli |                         |     |